# Pikes Peak Highway

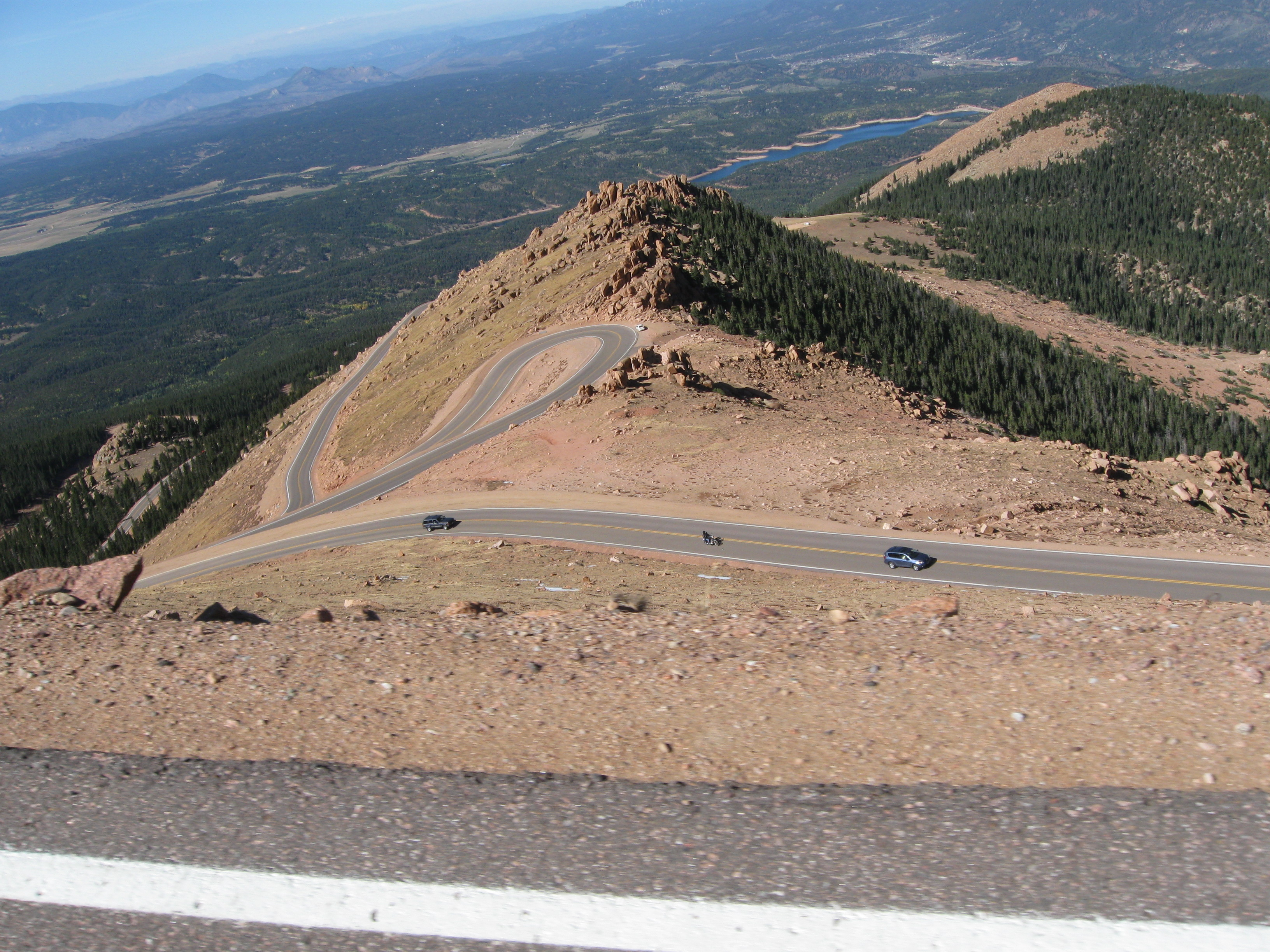
Az út egy szakasza

A Pikes Peak Highway egy harmincegy kilométer hosszú útdíjas út, amely az Egyesült Államokban, Colorado államban található. Cascade településről indul és a 4302 méter magas Pikes Peak hegycsúcsára vezet fel. Az út az év közel egészén nyitott, bár ezt az időjárási körülmények nagyban befolyásolják.

## Története
A Pikes Peak Highway 1915-ben épült, félmillió dolláros költségét egy coloradói üzletember, Spencer Penrose finanszírozta. Egy évvel később, 1916-ban zajlott rajta az első hegyiverseny, amelyen az indulók autókkal és motorokkal küzdötték fel magukat a kanyargós úton. E verseny ma is él, és egyike az amerikai autósport legjelentősebb éves viadalainak.
Az út évekig magánkézben volt, majd 1936-ban állami szervek vették át a felügyeletét.

## Környezeti hatása

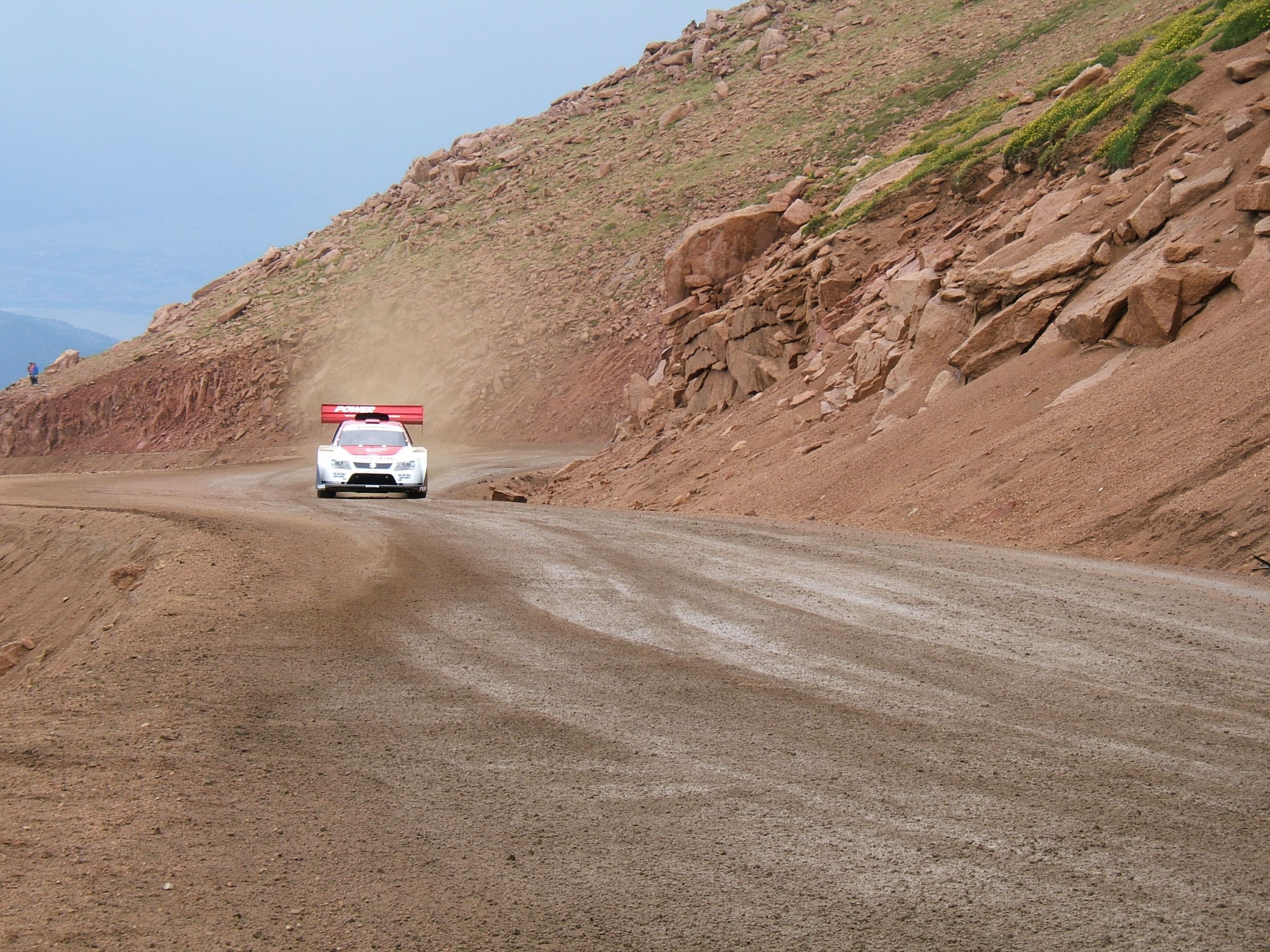
A 2006-os verseny egy résztvevője a murvás úton

1998 és 1999 között a Sierra Club nevű környezetvédő szervezet törvényi útra terelte aggodalmát, miszerint az útról lemosódó kavicsok komoly környezeti károkat okoznak. A természetes erózió közel hetvenezer tonna kavicsot tüntetett el évente az útról, veszélyeztetve többek közt az érzékeny vízi élővilágot. Ezt a mennyiségű követ minden évben újra le kellett fektetni az úton, így a pusztítás mértéke évről évre nagyobb volt, a megoldást így az út leaszfaltozása jelentette. Ez gyökeresen megváltoztatta az itt zajló motorosport-versenyt, mely egyes vélemények szerint a kényszerű döntés eredményeként elvesztette kultuszát.
Az útburkolási projekt 2011. október 1-jén fejeződött be.